# Freqüència angular de Planck
La freqüència angular de Planck o velocitat angular de Planck, simbolitzada com ωP, és la unitat de velocitat angular al sistema d'unitats naturals conegut com a unitats de Planck.
La velocitat angular de Planck s'expressa com:
{\displaystyle \omega _{p}={\frac {1}{t_{p}}}={\sqrt {\frac {c^{5}}{\hbar G}}}\approx } 1,85487 × 1043 s-1
on:
- {\displaystyle c} és la velocitat de la llum al buit
- {\displaystyle \hbar } és la constant de Planck reduïda
- {\displaystyle G} és la constant de la gravitació